# Boris Furlan
Boris Furlan, slovenski pravnik, filozof prava, prevajalec in liberalni politik, * 10. november 1894, Trst, Avstro-Ogrska (danes Italija), † 10. junij 1957.
Med drugo svetovno vojno je delal kot spiker na Radio London, znan je kot »londonski glas Slovenije«. Bil je minister v koalicijski vladi Tito-Šubašić. Leta 1947 ga je jugoslovanska komunistična oblast obsodila na t. i. Nagodetovem procesu.

## Mladost
Rojen je bil v slovenski meščanski družini v Trstu, ki je bil v tistem času del Avstro-Ogrske Monarhije (danes v Italiji). Obiskoval je slovenske zasebne šole v Trstu. Kot mladostnik je obiskoval intenzivni tečaj angleščine v krajevni jezikovni šoli Berlitz, kjer ga je poučeval irski pisatelj James Joyce. Po končani nemški državni gimnaziji, v Trstu leta 1913, je odšel v Pariz na Sorbono (Université de Paris), kjer je študiral pravo. Med prvo svetovno vojno, se je vrnil v Avstro-Ogrsko ter imatrikuliral na Dunajski univerzi (Universität Wien). Študij je po koncu Prve svetovne vojne zaključil na Univerzi v Bolonji (Università di Bologna). Leta 1920 je promoviral na Univerzi v Zagrebu (Sveučilište u Zagrebu).
Leta 1920 se je Furlan vrnil v rodno mesto Trst, ki je postalo del Kraljevine Italije. Najprej je delal kot asistent v odvetniški pisarni pri Josipu Vilfanu, svojo pisarno pa je odprl leta 1925. Leta 1921 je dobil dovoljenje za objavljanje pravne revije Pravni vestnik v slovenskem jeziku, v kateri sta oba, Furlan in Vilfan objavljala številna besedila s področja filozofije prava in pravne teorije. Revijo je fašistični režim prepovedal leta 1928, kot enega zadnjih medijev v slovenskem in hrvaškem jeziku. Med letoma 1928 in 1930 je Furlan delal kot Vilfanov najožji sodelavec in politični svetovalec, ki je medtem postal eden od vodij Kongresa evropskih narodov (Congress of European Nationalities).
Leta 1930 je zbežal v Kraljevino Jugoslavijo, da bi se izognil fašističnemu pregonu. Leta 1931 je odprl odvetniško pisarno v Ljubljani in leta 1936 je postal profesor sociologije prava na Univerzi v Ljubljani.

## Izgnanstvo med drugo svetovno vojno
V drugi polovici marca 1941, ob pristopu Jugoslavije k Trojnemu paktu, je bil Furlan evakuiran iz države s pomočjo britanske obveščevalne službe, s katero je sodeloval. Po invaziji držav osi na Jugoslavijo in po italijanski okupaciji dela Slovenije je bil obsojen na smrt v odsotnosti s strani italijanskih oblasti. Po kratkem postanku v Palestini, je Furlan odpotoval v Združene države Amerike. Skupaj s pobeglima slovenskima liberalno-konzervativnima politikoma Izidorjem Cankarjem in Francem Snojem, je Furlan propagiral za jugoslovansko in slovensko stvar. Leta 1942 je objavil brošuro z naslovom Fighting Yugoslavia: The Struggle of the Slovenes, v kateri je, med drugim, oblikoval slovenske zahteve za priključitev rodne Julijske krajine k Jugoslaviji.
Leta 1943 se je preselil v London, kjer je bil, od junija do avgusta 1943, minister za vzgojo in izobraževanje v vladi v izgnanstvu, Miloša Trifunovića. V prvih letih vojne je Furlan podpiral četniško odporniško gibanje Draže Mihajlovića, vendar pa je v začetku leta 1944 začel podpirati jugoslovansko partizansko gibanje in Tita. Po tem, ko je jugoslovanski Premier Ivan Šubašić priznal partizansko gibanje junija 1944, je Furlan zamenjal Alojzija Kuharja na mestu uradnega slovenskega predstavnika Jugoslovanske vlade v izgnanstvu pri Radiu London. Poleti leta 1944 je imel več govorov, naslovljenih na pripadnike slovenskih domobrancev, v katerih jih je pozival naj se pridružijo partizanskim silam. Eden teh govorov, z naslovom Jasna beseda iz Londona (A Clear Word from London) je bil natisnjen na letakih, ki so jih zavezniška letala odvrgla nad Slovenijo.
Jeseni leta 1944 je Furlan zamenjal Izidorja Cankarja kot minister za kulturo in telekomunikacije v Začasni vladi. Zgodaj leta 1945 je skupaj s Francem Snojem odšel na osvobojeno ozemlje na jugu Slovenije.

## Pod komunističnim režimom
Po končani drugi svetovni vojni je postal dekan Pravne fakultete na Univerzi v Ljubljani. Poskušal je zadržati kritično držo do komunističnega režima; med drugim je tajno prevedel Živalsko farmo, Georgea Orwella.
Junija leta 1947 so ga aretirali in mu sodili na tako imenovanem Nagodetovem procesu, skupaj s 13 drugimi liberalno demokratskimi slovenskimi intelektualci, kot so bili Črtomir Nagode, Ljubo Sirc, Angela Vode in Franc Snoj. Furlana so obtožili članstva v Prostozidarski loži v 1930-ih, da je vzdrževal stike z Britansko obveščevalno službo od poznih 1930-ih; glavna obtožba pa se je nanašala na njegov prevod Orwellove Živalske farme in njegovih prijateljskih povezav z uradnikom ameriškega Rdečega križa Jackom Hoptnerjem.
Avgusta 1947 je bil obsojen na smrt. Kazen so kasneje spremenili v 20 let prisilnega dela. Po štirih letih in pol je bil pogojno izpuščen zaradi bolezni.
Leta 1952 se je preselil v Radovljico, da bi se izognil vsakodnevnemu zastraševanju, ki mu je bil izpostavljen v slovenski prestolnici. Novembra 1953 je bil žrtev javnega linča, ki so ga uprizorili mladinski aktivisti, agentje Jugoslovanske tajne politične policije, pri čemer je utrpel resne, skoraj fatalne poškodbe.
Umrl je štiri leta kasneje za srčno slabostjo, med sprehodom po parku v Radovljici, pokopali so ga v Ljubljani na pokopališču Vič.

## Bistvena bibliografija
- Pojem prava ('The Concept of Law'. Trieste, 1921);
- Crocejeva teorija prava ('Croce's Theory of Justice. Trieste, 1921);
- Cankarjev Hlapec Jernej v luči pravne filozofije ('Ivan Cankar's Short Story The Bailiff Yerney in the Light of Philosophy of Law, Trieste, 1926);
- Filozofija prava i opšte nauke o pravu ('Philosophy of Law and General  Legal Precepts'. Beograd, 1931);
- Problem realnosti prava ('The Problem of Reality of Law'. Ljubljana, 1932);
- Benedetto Croce (Ljubljana, 1934);
- Teorija pravnega sklepanja ('The Theory of Legal Inference'. Ljubljana, 1934);
- Filozofske osnove pojma nevarnosti v kazenskem pravu ('The Philosophic Bases of the Concept of Danger in Criminal Law'. Ljubljana, 1936);
- Politični nazor T. G. Masaryka ('The Political Views of Tomáš Garrigue Masaryk'. Ljubljana, 1937);
- Socialna filozofija Anatola Francea ('The Social Philosophy of Anatole France'. Ljubljana, 1937);
- Problem pravne kavzalnosti ('The Problem of Juridical Causality'. Ljubljana, 1938);
- Racionalizem in revolucija ('Rationalism and Revolution'. Ljubljana, 1939);
- Fighting Yugoslavia. The Struggle of the Slovenes[4] (New York, 1942);
- Skozi gosto noč. Dopisovanje 1951–1957[5] (Ljubljana, 2022).

## Drugo
Leta 1998 je slovenski pisatelj Drago Jančar napisal kratko zgodbo z naslovom »Joyceov učenec«.
Boris Furlan je oče zdravnika Boruta Furlana, Stashe Furlan Seaton in Aljoše Furlana, ded Metke, Nevenke, Špele - Andreje in Rastka ter brat švicarskega matematika in gospodarskega urednika pri »Basler Nachrichten« Alojza Furlana.